# Cecily Lock
Cecily Lock (Leiden, 1982) is een Nederlands pianiste.
Haar voorbereidende studie piano volgde ze aan de Muziekschool Kleve bij Boguslaw Jan Strobel, aan het Koninklijk Conservatorium in Den Haag bij Rian de Waal en aan het Conservatorium van Amsterdam bij Marjès Benoist. Zij studeerde af op het Conservatorium van Amsterdam bij Mila Baslawskaja en aan de Royal Academy of Music, Londen bij Julius Drake en Malcolm Martineau, waar ze onder andere de  Sir Arthur Bliss Prijs en de Elena Gerhardt Prijs won.
In 2004 studeerde ze al af aan de Universiteit van Oxford op het vakgebied muziekwetenschap, met een cum laude in uitvoeringspraktijk. Ze was Music Scholar van St. Hilda's College en kreeg de Hester Murray Naish Exhibition toegekend voor haar academische prestaties. Daarnaast werd ze uitgekozen als Scholar van de Joan Conway Foundation.

## Activiteiten
Lock treedt regelmatig solistisch op en maakt deel uit van verschillende kamermuziekformaties. Ook werkt ze met zangers. Haar repertoire bevat vooral werken uit de klassieke en romantische periode en tevens muziek uit de 20e eeuw. Zij speelde onder andere concerten in Nederland, Duitsland, Oekraïne en Groot-Brittannië. Zij werkt ook met de Marinierskapel der Koninklijke Marine samen. Haar opnames zijn zowel solo als op het gebied van de kamermuziek. Thans woont zij in Den Haag en doceert aan het Koninklijk Conservatorium en elders in Nederland.

## Prijzen en onderscheidingen
Lock nam een groot en gevarieerd aantal prijzen in ontvangst: in 1988 won ze de eerste prijs in de hoogste categorie bij het Thürmer-pianoconcours in Bochum. In 1999 bereikte ze de nationale finale van het Prinses Christina Concours in Den Haag, waar ze onder andere de prijs van de Nederlandse muziekpers, de Gaudeamus-prijs voor de beste vertolking van een 20e-eeuwse compositie en de Chopin-Szymanowski-prijs won. In 2001 won ze de Oxford University Solo Performers' Competition. In 2002 werd haar een eerste prijs toegekend bij het Nationaal Concours van de Stichting Jong Muziektalent Nederland in Rotterdam. Zij had een vleugel van het merk Pleyel Parijs 1974 van het Nationaal Muziekinstrumenten Fonds in bruikleen maar speelt nu een Steinway die vroeger in het bezit was van de dirigent Hermann Scherchen.

## Bijzondere projecten
Lock is de initiator van The Haydn Keyboard Project, een project dat er op gericht is de klaviermuziek van componist Franz Joseph Haydn toegankelijker te maken voor het moderne oor en voor een groter publiek. Lock interesseert zich voor de authentieke uitvoeringspraktijk van klassieke muziek en volgde fortepianoles bij Stanley Hoogland.